# Kjell Ander
Kjell Ernst Viktor Ander, född 16 juli 1902, död 6 september 1992 i Linköping, var en svensk entomolog.

## Biografi
Kjell Ander blev filosofie doktor vid Lunds universitet 1939, verkade som docent där 1939–1951 och verkade därefter som lektor i Linköping. Hans viktigaste arbeten behandlar hopprätvingarnas systematik och morfologi. Ander behandlade även trollsländor, fjärilar och humlor. Bland hans skrifter märks främst Die Insektenfauna des baltischen Bernsteins nebst damit verknüpften zoogeographischen Problemen (1948).
Kjell Ander är begravd på Södra griftegården, Linköping.